# Photoindustrie-Verband

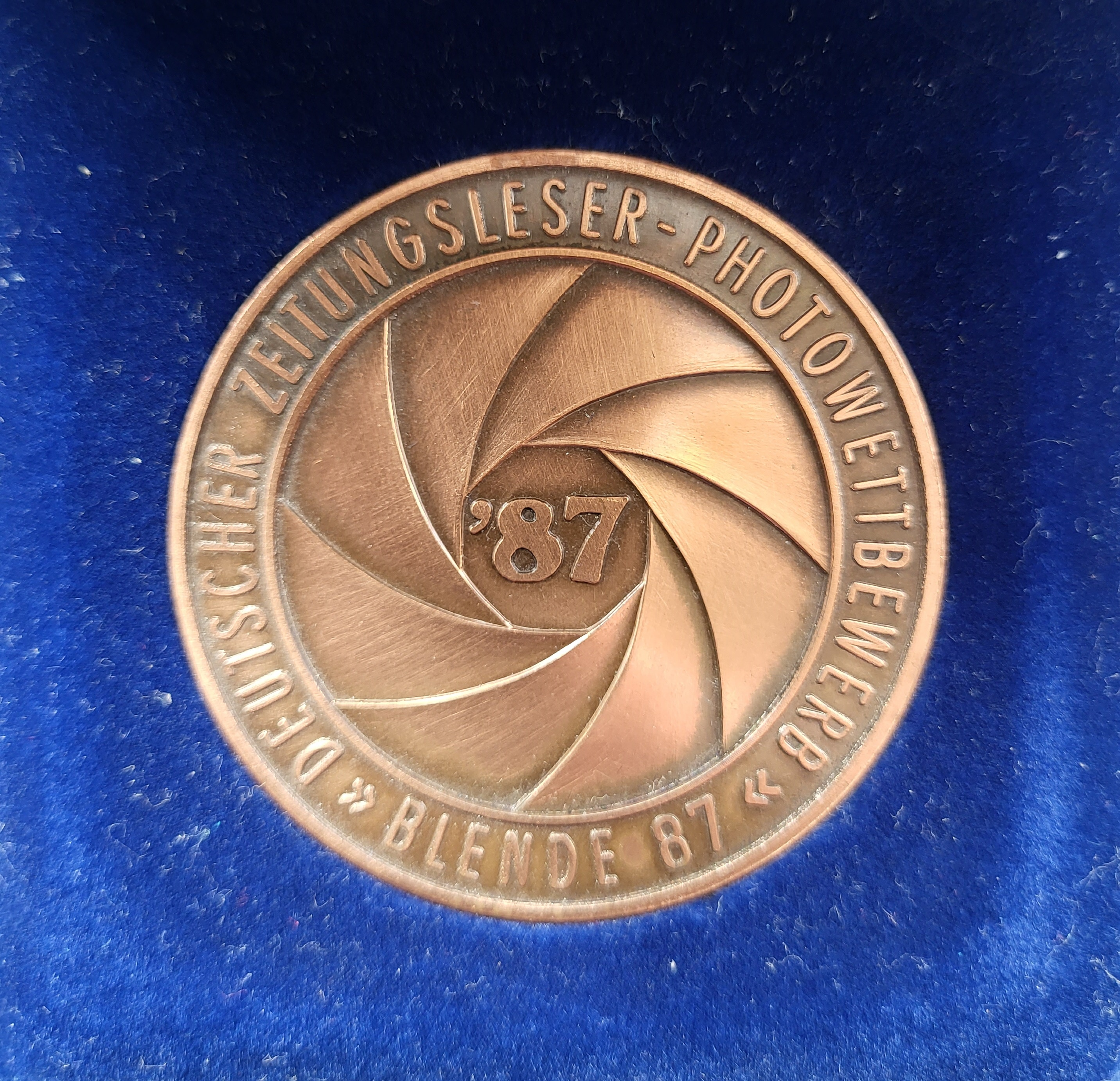
Medaille Fotowettbewerb „Blende ’87“ in Bronze

Der Photoindustrie-Verband e. V. (PIV) mit Sitz in Frankfurt am Main war die zentrale Interessenvertretung von Unternehmen, die mit ihren Produkten und Services im Markt für Foto, Video, Imaging und Bildkommunikation tätig sind.
Von 1950 bis 2020 war der Verband ideeller Träger der photokina in Köln, der Weltleitmesse für Foto, Video und Imaging. Seit dem Jahr 1975 wurde in Kooperation mit Print- und Online-Medienpartnern die „Blende“, ein im jährlichen Turnus stattfindender Wettbewerb für Amateur- und Hobbyfotografen, organisiert. 
Der Verband war Fördermitglied der CIPA (Camera & Imaging Products Association, Japan) und ideeller Träger der PHOTOPIA Hamburg.
Zum Jahreswechsel 2024/25 wurde der Verband aufgrund fehlender Finanzmittel aufgelöst. Ein wesentlicher Auslöser war, dass die Photokina als wichtiges finanzielles Standbein und Betätigungsfeld nach 2018 wegfiel.